# Хелмос
Планината Хелмос или Ароаня е планина в Северен Пелопонес, като по-голямата част от нея е разположена в нома Ахея, а по-малката – в ном Коринтия.
В древността е използвано името Ароаня, като по-новото име Хелмос е от албански произход и означава „заснежена планина“.
Хелмос е третата по височина планина в Пелопонес след Тайгет и Килинис или Зирия. Най-високата точка на Хелмос е Псили Корифи (Високи връх) – 2355 m. Около планината са разположени на юг Дурдована и Майнало, на запад Ериманто и Панахеико, на изток Килини, а на север тя достига до Коринтския залив. По северния склон на планината е разположено езерото Цивлу (ок. 800 m), близо до най-високите върхове от снеготопенето се захранва временното планинско езеро Мавролимни (Черното езеро – 2050 m).
Най-известните върхове на Хелмос са Нереидорахи (2338 m), която формира стръмни склонове и доминира над източния дял на планината, Профитис Илиас (Пророк Илия – 2238 m), Гардики (2182 m), Авго (Яйцето – 2138 m) и Ниси (Островът-2042 m).
Достъпът до най-високите върхове на планината се реализира от север (ски-центъра Калавритон), както и от изток (девствената долина на Стигас – Стикс). Може да бъде посетено и южното било на Хелмос, известно като Хтения (Мидата) на Хелмос, след продължителен и труден преход, който изисква умения и алпийски инвентар.
Инфраструктура – В планината е изградена едноименна астрономическа обсерватория, ски-центърът Хелмос, разположен северно от Калаврита, както и рибарници за пъстърва.